# Nowickia nigrovillosa
Nowickia nigrovillosa là một loài ruồi trong họ Tachinidae.